# Sangir (đảo)

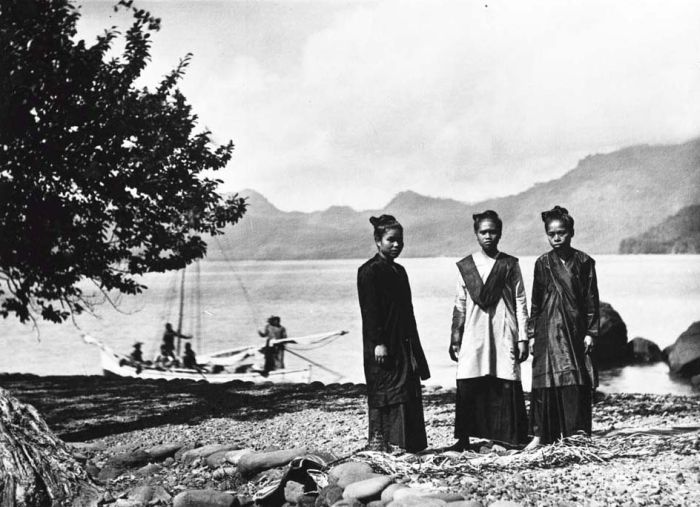
Ảnh phụ nữ trẻ mặc trang phục truyền thống trên đảo Sangir, khoảng 1900.

Sangir Besar, thường gọi là đảo Sangir (các dạng chính tả khác "Sangihe", "Sanghir" hoặc "Sangi"), là một đảo thuộc quần đảo Sangir. Tên tiếng Indonesia của đảo có nghĩa là " Sangir Lớn", chỉ đến thực tế đây là đảo chính của quần đảo. Đảo thuộc về tỉnh Bắc Sulawesi. Ngôn ngữ chính trên đảo là tiếng Sangir.
Đây là hiện trường vụ phun trào dữ dội của núi lửa Gunung Awu vào ngày 2 tháng 3 năm 1856. Ngọn núi hiện tại đã được định hình lại do vụ phun trào và ngập lụt lan rộng. Số người chết được ước tính vượt quá hai nghìn, có thể lên tới 6.000. Các vụ phun trào lớn khác xảy ra vào năm 1966 và 2004.
Các loài đớp ruồi lan sẫm và sáo Sangihe cực kỳ nguy cấp là loài đặc hữu của đảo Sangir.